# 영장 체포
영장 체포(令狀逮捕) 혹은 체포영장에 의한 체포는 수사기관이 사전에 법관의 체포영장을 발부 받아 피의자를 체포하는 것을 말한다. 영장 체포의 요건으로 피의자가 죄를 범하였다고 의심할 만한 상당한 이유가 있고, 정당한 이유 없이 수사기관의 출석요구에 응하지 아니하거나 응하지 아니할 우려가 있어야 한다. 검사가 제1항의 청구를 함에 있어서 동일한 범죄사실에 관하여 그 피의자에 대하여 전에 체포영장을 청구하였거나 발부받은 사실이 있는 때에는 다시 체포영장을 청구하는 취지 및 이유를 기재하여야 한다.

## 구속기간
체포영장에 의하여 체포된 피의자를 구속영장에 의하여 구속한 때의 구속기간은 피의자를 체포 또는 구인한 날부터 기산한다.

## 체포의 적부심사
'체포 또는 구속'된 피의자 또는 그 변호인, 법정대리인, 배우자, 직계친족, 형제자매나 가족, 동거인 또는 고용주'는 관할법원에 체포 또는 구속의 적부심사를 청구할 수 있다.